# Wild Energy
Wild Energy este titul celui de-al doilea album internațional al Ruslanei, lansat în anul 2008.

## Piese
| N  | Titlu                        | Durată | Autor(i)                                                        | Colaborări    |
| -- | ---------------------------- | ------ | --------------------------------------------------------------- | ------------- |
| 1  | "Wild Energy"                | 4:00   | Mikhail "Music Mike" Mshenskiy, Roman B, A.B & Ruslana          | -             |
| 2  | "Moon of Dreams"             | 4:15   | Faheem Najm, Mikhail "Music Mike" Mshenskiy, Roman B            | T-Pain        |
| 3  | "New Energy Generation"      | 3:24   | Mikhail "Music Mike" Mshenskiy, Roman B & Ruslana               | -             |
| 4  | "The Girl That Rules"        | 3:15   | Mikhail "Music Mike" Mshenskiy, Missy Elliot, Roman B & Ruslana | Missy Elliott |
| 5  | "I'll Follow The Night"      | 4:00   | Mikhail "Music Mike" Mshenskiy, Roman B & Ruslana               | -             |
| 6  | "Silent Angel"               | 3:20   | Mikhail "Music Mike" Mshenskiy, Roman B                         | -             |
| 7  | "Dancing In The Sky"         | 3:31   | Mikhail "Music Mike" Mshenskiy, Roman B                         | -             |
| 8  | "Heaven Never Makes Us Fall" | 3:35   | Mikhail "Music Mike" Mshenskiy, Roman B & Ruslana               | -             |
| 9  | "Cry It Out"                 | 3:19   | Mikhail "Music Mike" Mshenskiy, Roman B                         | -             |
| 10 | "Overground"                 | 3:03   | Mikhail "Music Mike" Mshenskiy, Roman B                         | -             |
| 11 | "Heart on Fire"              | 3:32   | Mikhail "Music Mike" Mshenskiy, Roman B, A.B. & Ruslana         | -             |
| 12 | "Energy Of Love"             | 3:36   | Mikhail "Music Mike" Mshenskiy, Roman B & Ruslana               | -             |